# Natsumi Hara
Natsumi Hara (原 奈津美 Hara Natsumi?), född 18 augusti 1988, är en japansk tidigare fotbollsspelare.
Natsumi Hara spelade 1 landskamp för det japanska landslaget.